# 25
 Тази статия е за 25-ата година от новата ера.  За числото 25 вижте 25 (число).  За други значения вижте 25 (пояснение).
25 (двадесет и пета) година е обикновена година, започваща в понеделник по юлианския календар.

## Събития

### В Римската империя
- Дванайсета година от принципата на Тиберий Юлий Цезар Август (14 – 37 г.).
- Консули на Римската империя са Кос Корнелий Лентул и Марк Азиний Агрипа.
- Суфектконсул става Гай Петроний.
- Историкът Авъл Кремуций Корд е съден по обвинения за хвалебствия на Брут и Касий в издадената негова история на гражданските войни. Той е осъден на смърт, а книгите му са изгорени.[1]
- Император Тиберий не позволява в Далечна Испания да бъдe издигнат храм, в който той и майка му Ливия да бъдат почитани подобно на Август.[1]
- Предложението на Сеян да се ожени за Ливила, вдовица на сина на императора Друз, е отхвърлено.[2]

## Родени
- Гай Юлий Цивилис, водач на батавското въстание
- Силий Италик, римски сенатор и епически поет († 101 г.)

## Починали
- Авъл Кремуций Корд, римски историк
- Луций Домиций Ахенобарб, римски сенатор и дядо на император Нерон
- Гней Корнелий Лентул Авгур, римски политик